# شکرعلی‌کندی (کلیبر)
شکرعلی‌کندی یکی از روستاهای استان آذربایجان شرقی است که در دهستان پیغان‌چایی بخش مرکزی شهرستان کلیبر واقع شده‌است.